# Aristômene
Aristômene (português brasileiro) ou Aristómene (português europeu) (Aristomenēs), lider militar de Messênia (c. 650 a.C.).

## Biografia
Membro da casa real de Messênia, Aristômene tornou-se lider da revolta contra o domínio espartano, que levou à Segunda Guerra Messênia.
Inicialmente, Aristômene foi bem-sucedido na luta, mas devido à traição de seus aliados árcades, acabou sendo derrotado, tendo seus seguidores sobreviventes fugido para a Sicília, onde viriam a fundar Messana (Messina).
Aristômene morreu em Chipre, quando procurava novos aliados para retomar a luta contra Esparta.